# Contea di McCreary
La contea di McCreary in inglese McCreary County è una contea dello Stato del Kentucky, negli Stati Uniti. La popolazione al censimento del 2000 era di 17 080 abitanti. Il capoluogo di contea è Whitley City